# 幻影旅団
幻影旅団（げんえいりょだん）は、冨樫義博の漫画『HUNTER×HUNTER』に登場する架空の盗賊集団。団長はクロロ＝ルシルフル。
団長を蜘蛛の頭、団員を12本の蜘蛛の脚に見立てた13人で構成される。通り名として「旅団（クモ）」とも呼称されている。
ヨークシンシティ編で敵勢力として登場する。主要人物であるクラピカにとっては仇にあたり、強く恨まれている。

## 概要
結成当初のメンバーは、クロロ、マチ、パクノダ、ノブナガ、ウボォーギン、フェイタン、フィンクス、シャルナーク、フランクリンの9名であり、全員があらゆる人や物が捨てられる場所となる「流星街」の出身。結成年・活動年数は不明。所属メンバーには、0番と1～12番の団員ナンバーが入っている12本の脚の蜘蛛の刺青が、体の何処かに彫られている。旅団のメンバーになるには、現役団員を倒した後に入団の意志を示すか、欠員時に団員からの推薦がある事が必須条件となる。
団員全員が念能力を修得している実力者集団であり、暴力はおろか殺人その物への抵抗すらない危険人物ばかりである。自分の情報が漏れることは死を意味するため、団員それぞれが他のメンバーにも明かしていない「切り札」を隠し持っている。
主な活動は窃盗・殺人で、元・団員のヒソカ曰く「稀に慈善活動もする」。特に殺人に関しては、一度の活動において大量虐殺に等しい形で行われ、金や利益のためだけでは無く、鬱憤晴らしの八つ当たりや気まぐれ、強者と戦うためといった身勝手極まりない動機で行う事さえあり、仕事中に敵対する者ばかりか、全く無関係な一般人を巻き込むこともためらわない。当然多くの者達からの恨みや反感を買っており、故郷を滅ぼされたクラピカからは旅団の全員が憎悪と殺意の対象となっている。ハンターサイドでは全員が危険度Aクラスの賞金首となっている。
一方で、団長のクロロやノブナガはウボォーギンの死に涙している等、仲間の結束は非常に強い。また、団員半数以上の故郷で社会的弱者の集まりと言える流星街の人々や反社会的勢力の人間達からは、社会的強者に抗う英雄の様に賛美されており、旅団への入団を希望する者も少なくない模様。
旅団の活動による被害以上に厄介と言えるのは、団員の多くが流星街出身で直接的な繋がりもある点であり、流星街出身の団員が殺される様な事態になれば、住民同士の結束力が異常なまでに強い流星街そのものを敵に回し、凄惨で恐ろしい報復を受ける事態となる。ヨークシンシティ編で多大な被害を受けたマフィアンコミュニティーも、当初は団員一人につき「20億ジェニー」という破格の裏賞金をかけてまで報復に躍起になっていたが、旅団員の多くが流星街出身である事実を知ると、報復を断念している。リスクの高さから団員と対等に戦える実力を持った熟練のハンターも迂闊には手が出せず、かつて旅団の団員一人を始末したとされるゾルディック家の家長シルバ＝ゾルディックでさえも「旅団には関わるな」と息子達に警告しているほどで、ハンターサイドから賞金首をかけられていても、実質的に無意味となっている。
団員のフルネームは34巻の幕間と36巻No377にて判明した。一部のメンバーは不明。
No.0のインタビューで、「クラピカと幻影旅団はどうなるか」と訊かれた冨樫は、「全員死にます」と答えている。

## 行動原則
団員は、普段は自由に行動しており、団長のクロロからの指示によって集合し旅団としての活動を行う。
原則として頭である団長に手足である団員が従って行動するが、「生存の優先順位は団長ではなく旅団そのもの」であるとされている。そのため、団員は全員、死に直面しても動揺や混乱を見せず、旅団さえ存続できれば自分がどうなろうと二の次であると考えており、それは団長も例外ではない。団長のクロロは旅団の創立時に「頭（オレ）が死んでも誰かが跡を継げばいい」「場合によっては頭より手足の方が大事な時もあるだろう」と語っており、この当時からクロロは自分の命よりも旅団の存続を優先させる方針を掲げていた。しかし団員達の殆どが組織の行動や決定をクロロに委ねており、クロロがクラピカに捕らわれた際も、「原則に従ってクロロを見捨てる」か「原則を無視してでも助けに向かう」かで意見が分かれ分裂寸前にまで陥った結果、パクノダが自らを犠牲にする顛末へと至っている。
ただし、この「旅団の存続が優先」というのは多数をリスクに晒して1人を助ける事が無いという意味ではなく、団員の中でも能力の「レア度」によって優先度の違いはある。作中登場したメンバーで言えばパクノダやシズクなどの同種の能力が滅多におらず替えの効かない能力を持つメンバーは個人の生存が旅団の存続に直結するケースが多いという理由で優先される一方で、シャルナークやウボォーギンなどのシンプルな戦闘用能力は替えが効くため優先度が低い。
その他、団としての結束を守るため、団員同士の「マジギレ」による殺し合い等も禁止事項となっており、揉め事はコイントスで解決するなどのルールが定められている。

## 作中での行動

### 本編開始前
ゴンやクラピカが受験するハンター試験の4年前に、クルタ族の隠れ里を襲撃し、皆殺しにして緋の眼をえぐり取って売り払ったとされている。続いて、団員13人が集まり何らかの活動が行われているが、その後に2人欠け、入れ替わりにヒソカとシズクが加入する。

### ヨークシンシティ編
ハンター試験の半年後の9月、ヨークシンシティにて開催される地下競売の品を全て盗むべく、13人全員がヨークシンに招集された。会場に潜り込み競売品の強奪を狙うも、直前にマフィアンコミュニティが競売品を移動させていたために入手できず、マフィアや陰獣らと交戦した。その際、謎の「鎖野郎」によりウボォーギンが死亡。マフィアの中枢部を潰し、偽の死体と競売品でマフィア関係者を欺いて、本物の競売品を盗み取る。さらに流星街との関係を匂わせることで追撃を諦めさせる。
その後は本拠地に戻る予定であったが、「鎖野郎」への報復を望むノブナガの意見とクロロとの戦いを目的とするヒソカの策略によりヨークシンに留まり、「鎖野郎」の追跡を敢行したことで、団長が連れ去られる。このとき、団長救出と「鎖野郎」撃破の二択をめぐり内部対立が起こっている。最終的に「鎖野郎」の正体であるクラピカにたどり着くも、クロロは念能力を封印され孤立、パクノダは死亡し、ヒソカは本性を現して旅団を抜ける。
劇場版『緋色の幻影』では、この直後に元団員のオモカゲと内部抗争となったとされ、一時的にやむを得ずゴンたちと共闘戦線を張っている。

### グリードアイランド編・キメラアント編
団長クロロは「団員との接触」と「念能力の使用」を禁じられたため、ヒソカに除念師探しを依頼し、条件にヒソカが望む一対一での決闘を約束する。カルトが新加入し、グリードアイランド島で除念師を見つける。
キメラアントの新女王ザザンの一派が流星街を侵略してきたため討伐し、蟻に造り替えられてしまった同胞たちを介錯する。

### 暗黒大陸・王位継承編
クロロはヒソカとの前述の約束を果たすべく、彼と天空闘技場でデスマッチを行い勝利する。その後カキンの王族が持ち込む宝を狙い、他の団員とともにB・W1号に乗り込むが、ヒソカによってコルトピとシャルナークが殺害されたため、残りの団員たちとともに報復を誓い合う。

## クルタ族との関係
クラピカの強い復讐心に対し、旅団にとってのクルタ族滅亡は重要な出来事ではなく日常的な殺人の一つに過ぎない。
ウボォーギンの証言から、幻影旅団がクルタ族を襲撃し、戦闘があったことは確定している。ただ、拷問まで行ったかどうかは未確定である。また、ウボォーギンら旅団側はクルタ族や緋の眼についての記憶はあるものの、特に強い感情を持っていないことがうかがえる。
旅団側にとってのクルタ族は、パクノダ達の反応でもやっと「思い出した」と言う程度の取るに足らない存在でしかない。また、フェイタンも「生き残りがいたということか」と言っており、旅団側は過去にクルタ族を全員殺したという共通認識を持っている。
クロロは「緋の眼」という限られた少ない情報から、もしもクルタ族の生き残りがいれば恨まれるだろうという心当たりがあったため、鎖野郎（クラピカ）の目的が復讐だとすぐに見抜いた。
また、幻影旅団は略奪した宝を一定期間愛でたあと売り払うが、緋の眼は「団長がいたくお気に入りだった」ことから、少なくとも一定期間緋の眼を所持していた時期がある。

## 団員
判明している結成時のメンバー9名は、いずれも流星街出身。
クロロは団長を名乗ってはいるが、旅団の絶対的な支配者というわけではないようで、新入りのシズクを除いて団員たちは全員がタメ口でクロロと会話しており、クロロも団員各自の意見を最大限に尊重しつつ重要なことは団員全員の合議によって決めるという方針で旅団を動かしている。
なお、団員同士は愛称で呼ばれている人物が多いので、該当人物の紹介文の後はそれで表記する。
担当声優の項は第1作 / 第2作の順に表記。

### 団長
クロロ＝ルシルフル
声 - 永野善一 / 宮野真守
幻影旅団団長。団員No.0。特質系能力者。26歳。身長177cm。体重68kg。血液型AB型。利き手は左。流星街出身。
幻影旅団を創設した人物で、旅団のリーダー。頭脳明晰で、鋭い思考力・洞察力、そしてヒソカが興味を惹くほどの高い戦闘能力を持つ。自他共に認める本好きで、普段から大抵何かしらの書物を読み耽っている。オールバックの髪型に額の十字架の刺青、耳たぶに付けたイヤリングが特徴的。出歩く際には髪を下ろすこともあり、その時は外見がかなり若返って見える。旅団としての活動を行う時以外は姿をくらましているらしく、普段はヒソカですらその居所をつかめない。
冷徹で無慈悲な性格であり、邪魔者はためらいなく利用・排除しようとするが、団員に対しては強い仲間意識を持っている。旅団においては団長の命令に従うことが原則だが、旅団自体が危機に陥った場合には団長を犠牲にしても構わないという方針を掲げており、彼自身も旅団を守るためならいつでも命を捨てられる覚悟を示している。センリツが心音を聞いた時は「死を身近にあるものとして完全に受け入れている音」と言われている。かつてシルバと戦ったことがあり、シルバからは最大級の賛辞を贈られ、イルミとも以前から付き合いがある。天空闘技場のフロアマスターでもある。
ヨークシンでは、マフィアに雇われたゾルディック家のゼノ・シルバと、二対一で戦う。数秒遅ければ殺されていたが、別働の策を成功させて勝負無しとし、生き残る。続いて、クラピカに念（ジャッジメントチェーン）をかけられ、念能力の使用と旅団員との接触を禁じられる。そのため、ヒソカに除念師探しを依頼して、対価に「除念後にタイマンで戦う」と約束する。除念後は、追って来るヒソカから逃れつつも決闘の準備を進め、万全の用意が整ったことで天空闘技場を指定し対戦。闘技場の観客を道具として巻き込む形で勝利する。しかし、一度ヒソカの死亡を確認して遺体を完全に破壊しなかったことで蘇生されてしまい、結果的に仕留め損ねたことでシャルナークとコルトピを失う。試合後、B・W1号と呼ばれる鯨型の船にカキンの王族が持ち込む宝を盗むべく、他の団員とともに船に乗り込む。乗船後、ヒソカを確実に殺せと全メンバーに命令し、自らもヒソカを殺すために立ち上がる。
舞台公演『リアルステージ』では小西大樹（現：小西遼生）が演じている。
盗賊の極意（スキルハンター）
他者の念能力を盗み、自分の能力として使うことができる能力。盗まれた相手はその能力を使えなくなる。
盗んだ能力は具現化した本に封じ込められ、使う際は右手で本を持ち該当ページを開いておかなければならない。そのため、盗んだ念能力を2つ以上同時に発動することはできない。また、盗んだ相手が死ぬとその能力は本から消えて使えなくなる。能力を返却することはできるが、具体的な方法は不明。
能力を盗むための条件は「相手の念能力を実際に見る」「能力を相手に尋ねて、答えを得る」「本に相手の手形をスタンプする」を1時間以内に満たすこと。
栞のテーマ（ダブルフェイス）
盗賊の極意（スキルハンター）に追加された能力。具現化した栞を本に挟むことにより、本を閉じても栞を挟んだページの念能力を発動できる。栞の枚数は一枚のみ。これにより両手が自由な状態で盗んだ能力を使用できるほか、「本を開いたページの能力」と「栞を挟んだページの能力」を同時に使用することができる。また、厄介な制約が増えたとのことだが、内容は不明。
密室遊魚（インドアフィッシュ）
元使用者：不明
閉め切った部屋でしか生息できない念魚。念魚は肉食で特に人の肉を好む。食べられた者は痛みや出血も無く、念魚が消えるまではたとえ肉片ひとかけらになっても死ぬことができない。窓や扉を開けるなどして密室でなくなると、その瞬間に念魚は死に、それまで死ねなかった攻撃対象も出血しながら死亡する。
作中では念魚を3匹具現化している。
不思議で便利な大風呂敷（ファンファンクロス）
元使用者：梟
具現化した特殊な風呂敷。包んだものを、小さくして閉じ込めることができる。
天使の自動筆記（ラブリーゴーストライター）
元使用者：ネオン＝ノストラード
自動書記による詩という形式で、他者の未来を占う特質系能力。ペンを持つ手に念獣が出現する。暗黒大陸編時点では（何らかの理由により）本から消えており使用不可。元使用者であるネオンの死亡か、もしくは能力をネオンに返したか、それ以外の理由なのかは現状において作中で語られていない。
対象を強制移動させる能力（仮称）
元使用者：不明
対象者を強制的に瞬間移動させる能力。ウボォーギンの死の原因に関して揉めた際、ヒソカに斬りかかろうとしたノブナガに対して使用。
携帯する他人の運命（ブラックボイス）
元使用者：シャルナーク
操作系能力。操作アイテムの携帯電話はシャルナーク本人から能力と共に借りている。精密な命令を実行させられるが、一度に操作できるのは2人までである。ヒソカ戦後に、ヒソカによって元使用者のシャルナークが死亡したため、使用不可能となった。
番いの破壊者（サンアンドムーン）
元使用者：流星街長老
左手に太陽（プラス）の刻印、右手に月（マイナス）の刻印が出現し、その手で触れることでそれぞれに応じた印を対象に刻印できる。太陽（プラス）と月（マイナス）互いの刻印が触れ合うと爆発を引き起こす。一瞬触れただけで刻印できるが、爆発の威力は刻印の際に触れていた時間に比例する。威力を最大にするには3〜5秒ほど対象に触れ続ける必要がある。
流星街の長老から盗んだ能力。長老が死んだことで念が強まり、死後も本に残り、一度刻印したら爆発するまで印が消えない能力となった。本を閉じても消しても刻印は消えない。「ギャラリーフェイクの具現化念」に「オーダースタンプの念」と「サンアンドムーンの念」を併せると、「爆発するまで消えずに動き続ける人形」になる。
人間の証明（オーダースタンプ）
元使用者：不明
念で具現化したスタンプを押した“人形”を操作することができる能力。操作できる人形とは元使用者の定義に従い生物は操れない。さらに頭部がついていることが条件となり、首を切断すれば機能を停止する。
あくまで『人形』を操る能力であり、人間や生物の死体には効果が無いが、ギャラリーフェイクなどで生み出した人間の複製は人形と見なされ操作できる（ギャラリーフェイクとのコンボも可能）。また条件上、人形は頭部がついている限り動き続けるため、多少のダメージは影響が無い。ブラックボイスのように複雑な操作はできない上に命令の受け付け方には人形の個性が出るため「殺せ」と命令すると、非効率的な殺し方に拘ったり、相手が死ぬ前に殺したつもりになったり、酷い時は人形がフリーズしてしまう。この命令を「壊せ」にすると、人形は必ず相手の頭部を胴体から切り離そうと襲いかかる。
神の左手悪魔の右手（ギャラリーフェイク）
元使用者：コルトピ
ヒソカ戦にて多用された。ヒソカ戦後に、ヒソカによって元使用者のコルトピが死亡したため、使用不可能となった。
転校生（コンバートハンズ）
元使用者：不明
左右の掌にそれぞれ白黒反転した矢印（マーク）が描かれ 、右手で触れると「相手が自分」の姿になり、左手で触れると「自分が相手」の姿になる。両手で相手に触れれば、自分と相手の姿が入れ替わる。姿が入れ替わっても、本物は両掌にマークがついたまま。左右の手で別々の能力なので、スキルハンターとは相性が悪く、追加の栞によって欠点を補う。

### メンバー
ノブナガ＝ハザマ
声 - 松山鷹志 / 内田直哉
団員No.1。強化系能力者。9月8日生まれの31歳。身長183cm。体重75kg。血液型B型。流星街出身。
旅団の初期メンバーの1人。常に刀を所持しており、ウボォーギンと共に旅団の特攻役を務める居合いの達人。半径4mの「円」を使い、間合いに入った相手は即座に一刀両断できると自負している。
飄々としているが短気な一面もあり、敵に対しては容赦しない性格。一方で、自分が認めた相手には義理堅く仲間思いな一面も持つ。旅団内でもやや我が強い傾向があり、他のメンバーと言い争いになることも少なくないが、旅団には絶対の忠誠を誓っている。ウボォーギンとは旅団結成前からの親しい仲であり、彼が殺された時は怒り狂い涙を流し、クラピカに対して復讐を誓っている。腕相撲の強さでは、フランクリンからは「7，8番てとこ」マチからは「弱くもないけど強くもない」と評されている（単行本おまけページにて13人中9位と明記されている）。チョンマゲ着流しに帯刀が本来の格好だが、場合によっては髪を下ろしてラフな洋服姿にもなる。
ウボォーギンやゴンらを評して「強化系バカには理屈が通用しないんだ」という言及がある。
能力：不明
フランクリン曰く「タイマン勝負専用というか限定条件付き」の能力とのこと。

フェイタン＝ポートオ
声 - 日比野朱里 / 山口勝平
団員No.2。変化系能力者。身長155cm。体重45kg。流星街出身。生年月日不明。
旅団の初期メンバーの1人。愛称は「フェイ」。鋭い眼光を持ち、口元まで覆った黒いマントを纏った小柄な男性で、会話では語尾に「ね」を付けたり「っ」などの発音を抜いたりなど特徴的な口調で喋る。激怒した時には、本来の自分の言語である漢語のような話し方に変わる。旅団の中では小柄（カルト入団前は旅団中で2番目、カルト入団後では3番目）ながら腕力は高い（13人中5位）。
旅団内でも特に残虐・陰湿な性格の持ち主で、拷問を趣味としており、オークショニアや梟への拷問も行った。また、フィンクスをからかうなどの一面もある。団長命令を度々無視したヒソカを嫌っている。普段は刀を仕込んだ傘を武器として使う。ヨークシンのオークション襲撃前からグリードアイランドに興味を抱いており、後にフィンクスと共にゲームを強奪し、率先して参加。続いて流星街に巣食ったキメラ＝アントの駆除に赴き、女王ザザンを討伐する。
許されざる者（ペインパッカー）
自分が受けた痛みを糧に増強させたオーラを、敵に放つ能力。技の内容や威力、持続時間は、相手から受けたダメージの寡多によって左右される。無差別に広範囲を攻撃する能力である上、フェイタンが激怒した時に発動するため、敵への加減や周囲への配慮は一切行われない。よって能力発動の気配を感じたら、周囲の味方は即退避しないと巻き込まれてしまう。シズク曰く、キメラ･アント討伐を行うよりも前に一度「（フェイタンの能力を）“見学”しようとして殺されかけた」とのこと。
太陽に灼かれて（ライジングサン）
全身を覆う耐熱服を具現化した状態から灼熱の玉に変えたオーラを放ち、放射熱で周囲を焼きつくす。ザザンの念弾で大ダメージを受け、さらに左腕を折られた際の痛みを灼熱の玉に変え、ザザンの喉を焼き、消し炭にした。ただし、即死してはいなかったことを見てフェイタンが「もっとダメージを与えていたら楽に死ねた」と発言している。

マチ＝コマチネ
声 - 並木のり子（テレビ版）→上村貴子（OVA版） / 前田玲奈
団員No.3。変化系能力者。身長159cm。体重48kg。血液型A型。流星街出身。
旅団の初期メンバーの1人。勝気で鋭い性格の女性。腕力は団長であるクロロよりも強く、腹に受けたキルアの貫き手を筋肉で抜けなくさせるなど、肉体的な強さは相当なものを誇る。クロロには忠実で、子供であるゴンとキルアを躊躇いなく殺そうと提案する冷酷な側面もあるが、死亡したヒソカを看取って（その後、ヒソカは念で復活）亡骸を綺麗にしようとするなど敵味方を問わずに慈悲深さも見せる(シャルナークからも「何だかんだでマチは優しい」と評されている)。
ストーリー上では最初に登場した旅団員である。天空闘技場にてヒソカの負傷を念能力によって治療しており、彼とは旅団の活動外でも付き合いがある。非常に勘が鋭く、旅団内でも一目置かれている。クロロや団員に対しては強い仲間意識を持っており、特にクロロに対しては強い思い入れを抱いている。
ヒソカと団長の戦いの後、蘇ったヒソカに拘束されるが、他の団員への伝言役として残されたことで生き延びる。
原作では髪の色はピンクだが、第1作アニメ版では紫になっていた（第2作で原作準拠となっている）。また、原作では草履を履いている時もある。アニメ第1作では原作ほどではないが履いている場面がある。アニメ第2作では履いていない。
念糸（ネンシ）
オーラを糸状に変化させる能力。糸の強度は長さと反比例し、1メートル以内ならば1トン位の重量を吊れるほどの強度となり、逆に木綿糸程度まで強度を弱めれば、地球を一周するほどの長さを紡ぐことも可能。ただし念糸が手元から離れると強度は極端に落ちる。
追跡や拘束、縫合治療、絞殺など、様々な用途に利用でき、応用の幅は広い。
念糸縫合（ネンシほうごう）
念糸を使い、切断された体を縫合する技。マチ自身の身体能力（主に視神経）と合わさることで血管、神経、骨、筋肉をほぼ完璧に繋ぐことができる。
腕を完全に切断された場合でも施術後すぐに指を動かせるようになるなど、治療としての精度は非常に高いが、あくまでも傷口を物理的に繋ぎあわせているだけであり、傷を治すこと自体は患者の自己治癒力に委ねられるため、完治には相応に時間がかかる。また、念糸自体は施術後マチの手を離れることになるため強度には限界があり、傷が治る（縫合した組織が完全に繋がる）までは無理は禁物とされる。

ヒソカ
カルト入団以前までの団員No.4。
戦闘狂のハンターで、クロロと闘うために偽装入団し、入れ墨も「薄っぺらな嘘」で偽装していた。ヨークシンシティのオークション襲撃に参加後に旅団を離れる。そして、念願だったクロロとの対決をついに果たすが敗北、死亡する。しかし、死後強まる念で伸縮自在の愛（バンジーガム）を発動した結果、蘇生に成功し、旅団全員を殺すことを決意する。

カルト＝ゾルディック
ヒソカ脱退後の団員No.4。ゾルディック家5人兄弟の末っ子で、操作系能力者。兄（具体的に誰なのかは不明）を取り戻すため、ヒソカの抜け番として幻影旅団に入団する。最初はすぐにNo.2の地位に登り詰められると考えていたが、流星街に出現したキメラ＝アントの討伐において、フェイタンを始めとする旅団員と自分との実力差を見て、自分の甘さを認識し、考えを変えた。

オモカゲ
声 - 藤木直人

劇場版のオリジナルキャラクター。ヒソカの前の団員No.4。ヒソカに倒され、入れ替わるが、実際にヒソカが倒したのは彼の“人形”であり、後にクラピカや旅団の前に姿を現す。

フィンクス＝マグカブ
声 - 松本吉朗 / KENN
団員No.5。強化系能力者。身長185cm。体重85kg。血液型AB型。流星街出身。
旅団の初期メンバーの1人。短気で喧嘩っ早い豪放な性格。フェイタンと並ぶ旅団内のタカ派。普段はエジプト風の衣装をまとっているが、外を出歩く時はジャージを着用していることが多い。腕力は団員内ではウボォーギンに次ぐ2番手で、体格はフランクリンやヒソカ未満ながら力は上。念を使わずにキルアの攻撃を全て防いだり、逃げるゴンたちを一瞬で追い抜いて先回りするなど、体術にも優れている。
一方で駆け引きは不得手でクラピカとの人質取引では無用な挑発を行ったことで交渉の継続を拒否され交渉担当から外されている。
メンバーよりも団のルールを優先するタイプで、そのために鎖野郎（クラピカ）追跡の際には他の団員と揉めたりもした。しかし、キメラ＝アントに変異させられてしまった同郷の者たちをあえて自分の手で葬ったり、クロロの除念の報告を待ち続けたり、パイクとの戦いで服を損傷したシズクに上着を着せてやるなど、根底の仲間意識は強い。
廻天（リッパー・サイクロトロン）
あらかじめ腕を回しておくことで、一時的にオーラ量が増大する能力。つまり腕を回せば回すほどパンチ力が増大するという溜め技。
回す回数によっては絶大な破壊力を発揮するが、回数と威力の加減についてはフィンクス本人にも感覚が掴めていない様子。

シャルナーク＝リュウセイ(SYARNORKE RYUSEIH)
声 - 高戸靖広 / 日髙のり子
団員No.6。操作系能力者。身長180cm。体重72kg。血液型O型。流星街出身。
旅団の初期メンバーの1人。愛称は「シャル」。一人称は「オレ」（アニメ第1作の第53話のみ「ボク」を使っている）。プロハンターであり、ハンターサイトを通じて情報を得ている。
明るく爽やかな好青年で比較的温和な性格だが、無関係の人間を躊躇なく殺害する冷酷さを有している点では他の団員と同様。優れた思考力と分析力、そして多方面に対し様々な知識を持つ。旅団内では情報・処理部隊を担い、参謀的な存在としてクロロに代わり指示を出すこともあり、団員たちも彼の指示には文句なく従っている。自分の能力は替えが効き、他のメンバーの能力はレアと冷静に評価する。
第1作のアニメでは原作とは異なるカラーリングだったが、第2作では原作準拠となっている。
キメラ＝アント編ではペルに捕縛されたが、自分自身にアンテナを刺す「自動操作モード」により窮地を乗り切っている。
クロロがヒソカと対戦するにあたって能力を彼に貸し与えており、ヒソカ抹殺に貢献した。試合終了後、蘇生したヒソカにコルトピと共に殺害され、遺体はブランコに括り付けられた。
携帯する他人の運命（ブラックボイス）
自作の携帯電話のアンテナを対象者に刺すことで操作する。アンテナは2本あり、一度に操作できるのは2人までであることをクロロが明かしている。
付属のコウモリ・ドラキュラ型アンテナを対象者の体に刺せば操作でき、対象者はアンテナが抜けるか死ぬ（シャルナーク曰く「壊れる」）ことがない限り操られたままとなる。遠隔操作（リモート）、自動操作（オート）の両方の操作が可能。携帯電話のディスプレイで、操作対象の状況（視界など）を確認することができる。
自動操作モード
アンテナを自分に刺すことで、自分自身を操作する。オーラがはね上がり、自動で敵を倒す。完全な自動操縦で、モード中の記憶も消える。また反動が大きく、モード解除後は筋肉痛でまともに動けなくなる。使った後の反動が大きいことや、モード中の記憶が無いので達成感がないという理由から滅多に使わず、本当に追い詰められたときの最終技である。

フランクリン＝ボルドー
声 - 金子幸伸（第1期・第3期）、乃村健次（第2期） / 木内秀信
団員No.7。放出系能力者。身長219cm。体重225kg。流星街出身。
旅団の初期メンバーの1人。フランケンシュタインのような風貌をした巨漢で、長い耳たぶや顔に負った無数の傷など特徴的な外見。強面な外見に反して冷静で思慮深く、物事に動じない性格。普段は物静かだが内には凶暴性を秘めており、過激で好戦的な一面もある。旅団内でもノブナガ、ウボォーギンとは特に深い間柄だった。面倒見がよく、団長不在で旅団が内部分裂しかけた際は、冷静な視点で団員のまとめ役を担った。
俺の両手は機関銃（ダブルマシンガン）
両手十指の全てから機関銃のようにオーラの塊（念弾）を連射する能力。複数の念弾を乱射する技であるにもかかわらず、一発一発が人体をたやすく引きちぎるほどの凄まじい破壊力を持っている。闇オークション会場にて、数十〜数百名集まっていた客たちをまたたく間に皆殺しにし、トチーノの放出系念人形「縁の下の11人」全員を貫通して殺害した。
フランクリンの両手十指は切断されて鎖で繋がれ、取り外しができるようになっているが、これは念弾の威力を上げるためのイメージ強化とリスクである（アニメ版では切断面をさらに銃口のように改造している）。

シズク＝ムラサキ
声 - 豊後敦子 / 荒川美穂
団員No.8（左側腹部に蜘蛛の刺青）。具現化系能力者。身長160cm。体重45kg。血液型O型。
眼鏡をかけた黒髪の女性で、あまり感情の変化を表さない。ヒソカと同様、旅団員の中では新入りに当たる。団長であるクロロに対して唯一、敬語で接している。
非常にマイペースかつ掴みどころのない性格の天然キャラ。一方で「天使の自動筆記」の詩をいち早く読み解くなど鋭い面があり、障害となるものは迷いなく殺すだけの冷酷さも持つ。クロロがクラピカに攫われた際には彼を思うなど、仲間思い。
なお、当初はナンバーが6になっていたミスがあり、コミックスにて8に修正。修正された絵に「大変お騒がせしました」というコメントが載せられた。またアニメのデザインはほとんど変わらないが、アニメ第1作目ではジーパンのお尻にそれぞれポケットがある。
デメちゃん
声 - 前川優子 / 不明
念で創った掃除機に、様々なものを吸い込ませることができる能力。
他者の念や、シズク自身が「生命体」と認識しているもの以外なら、大きさ・重さ・形状を問わず何でも吸い込める。他者の念が吸い込めないことを利用して、念能力による罠を見破ったりすることも可能。生命体であっても死体となれば吸い込める。また、傷口から毒や（流出している）血液を吸い出すという使い方もできる。
吸い込む際は、シズクが「○○を吸い込め」と声で命令することによって吸い込みを開始する。
最後に吸い込んだものは吐き出せるが、それ以外はシズクにもどこへ行ったか分からない。
また単純な鈍器として武器に使ったり、吸い込み口にある歯で噛み付かせて攻撃させることもできる。
シズクの問いかけに「ギョギョ」と答える場面がある。

不明
シズクの前の団員No.8。1996年頃、シルバに殺された。キルアとゴンの会話の中で語られたのみで、本人は登場せず名前も不明だが、後にシルバは、「割に合わなかった仕事」や「旅団とは関わるな」などといった言葉でキルアら自分の息子たちに警告しているなど、かなりの実力者であった模様。

パクノダ
声 - 井関佳子 / 朴璐美
団員No.9。特質系能力者。身長182cm。体重52kg。血液型O型。流星街出身。
旅団の初期メンバーの1人。愛称は「パク」。情報・処理担当。かなり高い鷲鼻が特徴であり、長身でグラマーな女性。その外見に反して内面に情熱を秘めるタイプで判断も冷静である。作中に登場した多くの能力の中でも極めて稀な能力者。ゴンとキルアから鎖野郎（クラピカ）の記憶を引き出すが、同時にクロロを人質に取られたため、団長の救出か旅団の存続かの板ばさみに苦悩した。その後、クラピカとの取引で心臓に念の鎖（ジャッジメントチェーン）を埋め込まれ、クラピカの情報を漏らすことを禁じられた。最終的には仲間たちにクロロのことを託し、命と引き換えに己の能力でメンバーに鎖野郎の情報を伝えて死亡した。旅団の仲間たちにパクの真意が伝わったため、旅団メンバーの同士討ちを回避することができた。死後は団長とウボォーギンを除く他のメンバーにより丁重に埋葬されたことが描写されている。第2作ではマチ、シャル同様、原作準拠のカラーリングとなっている。また、劇場版『緋色の幻影』では昔の仲間だったオモカゲに陰獣（名前の判明している死亡者のみ）と共に目のない状態の“人形”として作り出され、ゴンやキルア、マチやノブナガと戦った。
なお、クロロの「天使の自動筆記」で占ってもらったメンバーの中で唯一、フルネームが明らかになっていない。
記憶を読み取る能力（仮称）
人や物に触れることで、そこに宿る記憶を読み取ることができる能力。
物の記憶を読み取る場合は、過去にその物体に触った人物、その物体に関連して行われた事件などの「記録」を読み取る。
人間に対して行う場合は原記憶を読み取るため偽証は通用しない。しかし何でも自由自在に読み取れるわけではなく、質問を投げかけて連想させるなどである程度表層に記憶を引っ張り出さないと読み取れない。連想してしまったら読み取られることを防ぐのは不可能だが、質問された内容が理解できない・関連を知らずに連想しなかったなどの場合は、知っていたはずの情報でも読み取ることはできない。
記憶弾（メモリーボム）
具現化した弾丸に記憶を籠める。記憶はパクノダ本人の記憶でも、読み取った他人の記憶でも可能。銃で撃ちこまれた相手は記憶を得る。記憶の本人に撃ち込み返すと、逆に記憶を失う。銃はリボルバー式で、一度に撃てる弾丸は6発。基本的には秘密の隠し技で、仲間内でも知る者は限定される。

ボノレノフ＝ンドンゴ
声 - チョー
団員No.10。具現化系能力者。
愛称は「ボノ」。全身に包帯（初期は「ベルト」のようなもの）を巻いた、細身でスキンヘッドの男性。ボクサー風のグローブとトランクスを身に着けているが、素顔は包帯で隠れていて表情はうかがえない。あまり感情を見せず、口数も少ない淡々とした性格。
開発によって住み処を追われた少数部族ギュドンドンド族の生き残りにして舞闘士（バプ）。包帯の下の体には多数の穴が空いており、その穴を使って音を奏でることができる。誇り高き部族の戦士で、部族への侮辱に対しては敵意をあらわにする。
ヨークシン編ではほとんどアジトの守備をしており、セリフもなく詳細不明の人物であった。流星街に巣食ったキメラ＝アントへの討伐において上述の掘り下げが行われ、戦闘面では能力を披露してギョガン（半魚人のような兵隊蟻）を倒す。
戦闘演武曲（バト＝レ・カンタービレ）
体に空いた穴で奏でた音を戦闘力に変える能力。曲目ごとに様々なものを具現化し、それを攻撃に利用する。
序曲（プロローグ）
鎧と槍で武装して攻撃する。
木星（ジュピター）
木星に模した巨大な球体で敵を押し潰す。
変容（メタモルフォーゼン）
実際に対話した事のある人物に変身することができる。変身を維持する時間は対面時間とほぼ等しい。

ウボォーギン
声 - 竹本英史 / 大塚明夫
団員No.11（背部に蜘蛛の刺青）。強化系能力者。身長258cm。体重189kg。血液型B型。流星街出身。
旅団の初期メンバーの1人。愛称は「ウボォー」。筋骨隆々の巨体と毛深く野性的な外見をした大男で、肉体の強さは旅団一で腕相撲も一番強い。
肉体の鍛錬と敵との戦いにしか興味がない戦闘狂で、強化系を極めたと豪語している。性格は非常に豪快かつ傍若無人で揉め事を起こすことも多いが、その強靭な肉体と精神力には仲間からも全幅の信頼を置かれている。屈強な肉体を強化系オーラで増強して暴れまわる肉弾戦を得意としており、旅団戦闘員でも特に高い戦闘能力を持つ。一対一での戦いを好むが、仲間を守るときに最も力を発揮し、仲間曰く「最も強かったのはノブナガとのタッグで対多数と戦うとき」だったという。
競売会場からの帰還中、旅団員たちと共に武装マフィア100人以上に囲まれるも、たった一人で皆殺しにしてしまう。続いて「陰獣」4人と戦い、毒や寄生ヒルといった仲間の支援が要るダメージを受けるも、実力的には圧倒して完勝する。だが直後の隙を突かれて鎖野郎（クラピカ）に捕らえられ、仲間によって救出された後に単身でクラピカに戦いを挑むも、クラピカの対旅団特化の念能力と戦略に敗北。最期までクラピカの問いかけを拒み、彼の念能力「律する小指の鎖（ジャッジメントチェーン）」によって殺害された。死体はクラピカによって埋葬された。本編に登場した旅団のメンバーで最初の死亡者となった。劇場版『緋色の幻影』では元メンバーのオモカゲに、念による“人形”として蘇生され、原作では面識がなかったゴンやキルアと戦うが、ノブナガに引導を渡された。
なお、旅団の初期メンバーの1人ながら、それに該当しないボノよりも後の団員No.だが、詳細は不明。
超破壊拳（ビッグバンインパクト）
拳に渾身のオーラを込めて繰り出すストレートパンチ。非常に単純な技だが小型ミサイル並の威力を誇る。本人の最終目標は拳で核ミサイルと同等の威力を出すこと。
原作では強化系の技だが、劇場版『緋色の幻影』に登場するオモカゲが作り出した“人形”のウボォーは、この技の放出系バージョンを放っている。

イルミ＝ゾルディック
ウボォーギンの後の団員No.11。ゾルディック家5人兄弟の長男で、操作系能力者。

コルトピ＝トノフメイル（COLHTOPY TOUNOFMAYL）
声 - 天神有海（OVA版） / 浜添伸也
団員No.12。具現化系能力者。
愛称は「コル」。旅団内で最も小柄な人物。腕相撲も旅団最弱だが、それでも身体能力は一般人の水準よりはるかに高く、他の旅団員の速歩についていくことに不足はない。髪が全身を覆うほどに長く、髪の隙間から片目を覗かせているだけで素顔が見えない。ヨークシン襲撃の際には盗み出した数多くの競売品や一部の旅団員の肉体のコピーを具現化し、マフィアンコミュニティを欺いた。
クロロがヒソカと対戦するにあたって能力をクロロに貸し与えており、ヒソカ抹殺に貢献した。試合終了後、蘇生したヒソカに殺害され、彼の生首はシャルナークの遺体の足元に置かれた。死んだ生首から素顔が判明し、また単行本34巻の幕間でも顔が描かれた。
神の左手悪魔の右手（ギャラリーフェイク）
左手で触った物体の複製を右手から創り出す能力。複製体は作成から24時間後に消滅する。
生命体は複製できないが、動かない“人形”としてなら創り出すことができる。この性質を利用し自分たちの死体のフェイクを作りクラピカたちを惑わせた。また、念能力もコピーできず、念で具現化した物を複製しても念で付加された能力までは再現されない。
複製体は「円」の役割も果たし、建造物内に他人が侵入すれば検知できる。また本物を触ることで、複製体の位置を知ることができる。
一度に複製できる量も非常に多い。「競売品全部」「旅団員数名のフェイク死体」「廃ビル50棟」「闘技場の群衆数十人以上」などを具現化している。数量の上限は明らかではない。
通常の具現化系能力者は、長い時間をかけて特定の物体を具現化できるように修行をして、固有能力として具現化できてしまえば以後は自由自在に出し入れができるが、コルトピは制約や条件を変えて、複製に特化した能力を実現している。